# Starlite (Automarke)
Starlite war eine US-amerikanische Automobilmarke, die zwischen 1959 und 1963 von der Kish Industries, Inc. in Lansing, Michigan, gebaut wurde.
Der Starlite war ein kleiner, zweisitziger Roadster mit Elektroantrieb. Sein Radstand war 2083 mm und seine Gesamtlänge 2896 mm. Sein Dach war je nach Kundenwunsch entweder aus Stoff oder transparentem Kunststoff. Er wurde zum Preis von 3000 US-Dollar verkauft.